# Міське орієнтування
Міське орієнтування — своєрідний вид спорту, що включає елементи інтелектувальної гри і став широко відомий на початку XXI століття.
Метою учасників змагань є пошук і досягнення за найкоротший час заданих організаторами контрольних пунктів. На відміну від класичного спортивного, міське орієнтування розташовує декількома способами завдання контрольних пунктів. Це можуть бути адреса, місцеві назви і орієнтири, властиві міському ландшафту, умовні схеми і фотографії, комбіновані описи й міські загадки. Інші правила вже обговорюються залежно від самого змагання.
Залежно від правил, змагання може дозволяти або забороняти різні види транспорту:
- автомобіль, автомобільні змагання проводяться переважно вночі у зв'язку з меншою завантаженістю доріг;
- громадський транспорт (окрім таксі);
- велосипед;
- на деяких змаганнях можна рухатися винятково пішки.